# Sørfjorden (Risør)
 For alternative betydninger, se Sørfjorden. (Se også artikler, som begynder med Sørfjorden)
Sørfjorden er den sydlige del af Søndeledfjorden i gamle Søndeled kommune (nu Risør kommune) i i Agder fylke i Norge. Fjorden er 8 kilometer lang og ligger på sydsiden af øen Barmen. Den går fra det smalle sund som skiller Barmen fra fastlandet i øst til Rødsfjorden i vest. I Sørfjorden ligger flere mindre øer, blandt andre Rigårdsøya, Tobergsholmen, Stuøya, Hanøya og Engholmen.